# Кафыр-Кумух
Кафыр-Кумух (кум. Кафыр-Къумукъ, Кяпир-Къумукъ, Эсги-Къумукъ, Къарт-Орун) — село в Буйнакском районе Дагестана.
Образует сельское поселение село Кафыр-Кумух как единственный населённый пункт в его составе.  Исторически — один из крупнейших городов Тарковского шамхальства и одна из резиденций шамхалов, позднее — столица Бамматулинского владения.

## Географическое положение
Расположен в 3 км к северо-востоку от районного центра города Буйнакск, на правом берегу реки Шураозень, у республиканской трассы Махачкала-Буйнакск.

## История
Кафыр-Кумух одно из старейших сёл в Дагестане. В окрестностях селения обнаружено немало древних артефактов (остатки древней колыбели, захоронение в кибитке и т. п.), отчего кумыки прозвали его Къарт-Орун (буквально: «Старое место»).
Рядом с селом обнаружено древнее Кафыр-Кумухское городище, относящееся к VIII — X вв.
Кафыр-Кумух упоминается у арабского географа Аль-Масуди под названием Гумик.
До прихода в село шамхалов в селении правили карачи-беки, а в ещё более ранний период по местным преданиям некие бёрюханы и тотурханы. В источниках XVI в. упоминается как город.
В XVII в. селение являлось центром Бамматулинского удела (бийлика) Тарковского шамхальства. В этот период здесь известны князья Андия-Шамхал, Бий-Баммат, Умахан, Будай-Мурза и Арсланбек. Со временем селение уступило свою функцию удельного центра Нижнему Казанищу, а в 1820 году вошло непосредственно в состав Тарковского шамхальства. Шамхал Абу-Муслим-хан построил в Кафыр-Кумухе свой замок, ставший его резиденцией. Прекрасный дворец Абу-Муслим-хана был разрушен при строительстве железнодорожной ветки Порт-Петровск — Темир-Хан-Шура (построена к 1915 году). Жители Кафыр-Кумуха занимались земледелием, садоводством, разведением крупного и мелкого рогатого скота, перевозкой. 
После землетрясения 1970 года был принят план по переселению 312 хозяйств совхоза «Шуринский» села Кафыр-Кумух во вновь построенный населённый пункт Янги-Кумух. К 1975 году в посёлке должно было быть выстроено 182 индивидуальных жилых домов и 40 трёхквартирных совхозных домов, детский сад, медпункт, баня, торговый центр. В настоящее время построенный посёлок представляет собой микрорайон Новый Кумух, расположенный в 2 км к северо-востоку от основного села, но административно входит в состав Кафыр Кумуха.

## Население
| 1869  | 1888  | 1895  | 1926  | 1939  | 1970  | 1989  |
| ----- | ----- | ----- | ----- | ----- | ----- | ----- |
| 1230  | ↗1300 | ↘1116 | ↗1231 | ↘1010 | ↗1506 | ↗3222 |
| 2002  | 2010  | 2012  | 2013  | 2014  | 2015  | 2016  |
| ↗3992 | ↗5107 | ↗5221 | ↗5281 | ↗5310 | ↗5394 | ↗5410 |
| 2017  | 2018  | 2019  | 2020  | 2021  | 2023  | 2024  |
| ↗5438 | ↗5458 | ↘5457 | ↗5471 | ↗5958 | ↗5999 | ↗6025 |
| 2025  |       |       |       |       |       |       |
| ↗6107 |       |       |       |       |       |       |

Национальный состав
По данным Всероссийской переписи населения 2021 года:
| №        | Национальность | Численность, чел. | Доля    |
| -------- | -------------- | ----------------- | ------- |
| 1        | кумыки         | 5 405             | 90,71 % |
| 1.000001 | не указавшие   | 2                 | 0,03 %  |
| 1.000002 | прочие         | 551               | 9,24 %  |
| 1.000003 | всего          | 5 958             | 100 %   |